# Andreas Vogler
Vous pouvez aider à l'améliorer ou bien discuter des problèmes sur sa page de discussion.
- Il ne cite pas suffisamment ses sources. Vous pouvez indiquer les passages à sourcer avec {{référence nécessaire}} ou {{Référence souhaitée}}, et inclure les références utiles en les liant aux notes de bas de page. (Marqué depuis mars 2019)
- Certaines informations devraient être mieux reliées aux sources mentionnées dans la bibliographie ou les liens externes. Améliorez sa vérifiabilité en les associant par des références. (Marqué depuis mars 2019)

- Archive Wikiwix
- Bing
- Cairn
- DuckDuckGo
- E. Universalis
- Gallica
- Google
- G. Books
- G. News
- G. Scholar
- Persée
- Qwant
- (zh) Baidu
- (ru) Yandex
- (wd) trouver des œuvres sur Wikidata

Andreas Vogler, né à Bâle le 15 janvier 1964, est un architecte, designer et artiste Suisse. Il est le fondateur et directeur du studio d'architecture et de design Andreas Vogler Studio (en).

## Biographie

### Jeunesse
Andreas Vogler est né et a grandi à Bâle, en Suisse. Après plusieurs semestres d'études en histoire de l'art et en littérature, il travaille en tant que designer d'intérieur chez Alinea AG à Bâle. De 1988 à 1994, il étudie l'architecture à l'École polytechnique fédérale de Zurich (ETHZ). Durant sa formation, il a également passé un semestre dans l'École de design de Rhode Island (RSID) à Providence aux États-Unis. C'est dans cette école qu'il a été diplômé après avoir réalisé un projet de station météorologique préfabriquée et énergétiquement indépendante, qu'il a installée au sommet du Weissfluhjoch (en) (Arosa)

### Carrière
En 1995, il travaille pour Christoph Ingenhoven (Ingenhoven Architects (en)) à Düsseldorf puis, de 1995 à 1996, pour Richard Horden (en) Associates (devenu Horden Cherry Lee Architects en 1999) à Londres.
Il ouvre en 1996 son propre studio d'architecture et design à Munich, en Allemagne. En parallèle, il devient Assistant Professeur auprès du Professeur Richard Horden, à l’Université technologique de Munich en Bavière jusqu’en 2002. Il y enseigne la microarchitecture et initie et dirige plusieurs studios de design aérospatial. Les projets qu'il mène alors sont centrés sur l'habitabilité à bord de la Station spatiale internationale (ISS, International Space Station), ainsi que sur l'étude de possibles habitats futurs sur Mars, en collaboration avec le Centre Spatial Lyndon B. Johnson (le JSC) de la NASA. Les étudiants qui étaient impliqués dans le projet ont pu tester leurs prototypes durant les vols d'essai paraboliques du JSC. Durant sa période à l'Université technologique de Munich, Vogler a publié de nombreux articles sur l'architecture spatiale et a soumis plusieurs projets[Lesquels ?]. Parmi ces prix, en 1997, il arrive second lors du projet du pavillon allemand pour l'Exposition universelle de 2000 à Hanovre.
De 2003 à 2005, il est professeur intervenant à l'École d’architecture de l’académie royale des beaux-arts du Danemark (Kongelige Danske Kunstakademi, Kunstakademiets Arkitektskole) de Copenhague (Danemark). Il conduit alors des travaux sur des maisons en préfabriqué. En 2004, il enseigne à l'université de Hong Kong. 
Durant les années 2005-2006, il fait partie du groupe de recherche Concept House Research Group à l'Université de technologie de Delft (Technische Universiteit Delft, Pays-Bas). Dirigé par le Mick Eekhout (nl), le groupe travaille sur la recherche et le développement dans le domaine de l'habitat personnalisé et industrialisé. 
Vogler est intervenu dans de nombreuses conférences internationales sur les thèmes de l’architecture spatiale et le transfert de technologie. Il a notamment participé à la session sur l'architecture de l'espace lors de la Conférence Internationale sur les systèmes environnementaux (ICES) à Rome en 2005 ; ainsi qu'à la conférence de l'Innovation Internationale DLD (Digital, Life, Design) en 2009 à Munich.[évasif],
Il est également membre de la chambre bavaroise des architectes (ByAK- Bayerische Architektenkammer), le Deutscher Werkbund et fait partie de l'American Institute of Aeronautics and Astronautics.

### Architecture et Vision
En 2002, il commence une collaboration avec l’architecte italien Arturo Vittori, avec qui il s'est associé en 2003 pour créer Architecture and Vision (AV), une équipe internationale et multidisciplinaire travaillant dans le domaine de l’architecture et du design, impliquée dans le développement de projets innovants et le transfert de technologie de différents secteurs pour des applications aérospatiales et terrestres.
Depuis 2007, il se concentre sur différents projets, dont beaucoup ont reçu une reconnaissance sur le plan international[réf. nécessaire]. En 2006 un prototype de la tente pour l’environnement extrême DesertSeal (2004) est entré dans la collection permanente du Museum of Modern Art, New York, après avoir été présenté dans le cadre de l'exposition SAFE: Design Takes on Risk (2005), dont la curatrice était Paola Antonelli (en). La même année, le Museum of Science and Industry de Chicago le choisit avec Vittori comme Modern-day Leonardos dans le cadre de leur exposition Leonardo da Vinci: Man, Inventor, Genius.
Architecture and Vision a également collaboré cette année-là avec Roberto Vittori – astronaute de l’European Space Agency (ESA) et frère d’Arturo – pour le projet BirdHouse. En 2007, un modèle de la station gonflable MoonBaseTwo (2007) (conçu dans le cadre de l’exploration de la Lune) est inclus dans la collection du Museum of Science and Industry de Chicago, tandis que MarsCruiserOne (2007), un rover/véhicule-laboratoire pressurisé conçu pour l’exploration humaine martienne est exposé au Centre Georges Pompidou de Paris, durant l’exposition Airs de Paris.
Il travaille aussi pour des compagnies aériennes dans la réalisation des classes de leurs appareils. Les travaux notoires sont la première classe et la classe affaires de Asiana, ou encore l'harmonie des classes de Corsair International, 
En 2008, Vittorio et Vogler enseignent un cours de Design industriel à l'Université de Rome « La Sapienza » et à l'Université IUAV de Venise en Italie.

### Andreas Vogler Studio
En janvier 2014, Vogler forme et dirige l'Andreas Vogler Studio, un établissement international et multidisciplinaire travaillant dans l'architecture, le transport, le design et l'art, situé à Munich en Allemagne. Le studio participe à la compétition de transport pour les chemins de fer de Grande-Bretagne. Tomorrow's Train Design Today et a été nommé finaliste en avril 2015,. Le projet intitulé Aeroliner 3000 a suivi l'application et la création d'un train plus léger et ergonomique. Le design a reçu de nombreux prix, parmi lesquels le Red Dot Design Award, l'IF product design award (en) ou le prix de design allemand.

## Projets - Œuvres
2018
- Ateliers, pensée du design pour des sièges de trains (Design workshops)

2017
- Design pour des appareils de nettoyage
- Appartement privé à Berlin

2016
- Aeroliner3000, phase de démonstration
- Résidence Suisse à Munich
- Intérieurs pour le club Suisse Munich

2015
- Aeroliner3000, étude de faisabilité
- Swiss-A-Loo
- EyeInTheSky - Sculpture électronique pour ArsTechnica

2014
- Aeroliner3000, Finaliste du concours Tomorrow's Train Design Today, 2014-2016
- SwissConsulate, Consulat Suisse, Munich, Allemagne

2013
- OR of the Future, UIC, Chicago, États-Unis

2012
- WarkaWater, Biennale di Venezia, Venise, Italie

2011
- LaFenice, Messina, Sicile, Italie
- AtlasCoelestisZeroG, Station spatiale internationale
- Corsair International, Paris, France

2009
- AtlasCoelestis, Sullivan Galleries, Chicago, Illinois, États-Unis
- MercuryHouseOne, Biennale di Venezia, Venise,Italie
- FioredelCielo, Macchina di Santa Rosa, Viterbe, Italie

2007
- BirdHouse, Osaka, Japon

2006
- DesertSeal, collection permanente, Museum of Modern Art|Museum of Modern Art (MOMA), New York, États-Unis.

### Expositions sélectionnées
2019
- Les Fleurs du mal, Make-Munich festival, Munich, 2-3 mars 2019

2015
- EyeInTheSky, ArsTechnica2015, Unterhaching, Allemagne, 15-17 mai 2015
- La nouvelle bibliothèque d'Alexandrie, Alexandrie, Égypte, 29 novembre - 15 janvie 2013
- Des pyramides aux vaisseaux spatiaux, exposition itinérante (From Pyramids to Spacecraft, traveling exhibition)
- Le Musée des enfants Heliopolis, Caire, Égypte, 21 février - 25 avril 2013
- Le palais du Parlement, ROCAD, Bucarest, Roumanie, 15-19 mai 2013
- Futuro Textiles, Cité des Sciences et de l'Industrie, Paris, France, 6 février - 30 septembre 2013

2012
- Des pyramides aux vaisseaux spatiaux, exposition itinérante (From Pyramids to Spacecraft, traveling exhibition), Institut Culturel Italien, Hambourg, Allemagne, 28 mars - 4 avril 2012
- Robert A. Deshon and Karl J. Schlachter Librairie du Design, Architecture, Art et Planification (DAAP), Université de Cincinnati, États-Unis, 20 avril - 11 mai 2012
- Institut Culturel Italien, Addis-Abeba, Éthiopie, 11-25 mai 2012
- Université Américaine, Caire, Égypte, 19-26 novembre 2012
- Born out of Necessity, MoMA, le musée d'art moderne, New York, États-Unis, 2 mars 2012–28 janvier 2013
- AtlasCoelestisZero, Istituto Italiano di Cultura, San Francisco, États-Unis, 17 avril - 1er mai 2012
- WarkaWater, Palazzo Bembo, 13th Int. Biennale de Venise, Italie, 29 août - 25 novembre 2012

2011
- Des pyramides aux vaisseaux spatiaux, exposition itinérante (From Pyramids to Spacecraft, traveling exhibition), Beihang Art Gallery, Pékin, Chine, 21–31 mars 2011
- Festival de science et technologie Shanghai, Pudong Expo, Shanghai, Chine, 13-22 mai 2011
- Great Lakes Science Center, Cleveland, Ohio, États-Unis, 15 octobre - 13 janvier 2011
- Des pyramides aux vaisseaux spatiaux, exposition itinérante (From Pyramids to Spacecraft, traveling exhibition), Italian Cultural Institute, Chicago, Illinois, États-Unis, 13 mars - 22 avril 2011
- Swissnex, San Francisco, Californie, États-Unis, 30 avril - 20 mai 2011
- MercuryHouseOne, 53rd Art Biennale Venice San Servolo Island, Venise, Italie, 2 septembre - 20 octobre 2011
- FioredelCielo, Palazzo Orsini, Bomarzo, Italie,  5-7 septembre 2011

2010
- Living - Frontiers of Architecture III-IV, Louisiana Museum, Humlebaek, Danemark, 1er juin - 2 octobre 2010
- From Pyramids to Spacecraft, traveling exhibition, The Goldstein Museum of Design, Minneapolis, Minnesota, États-Unis, 14 mars - 2 mai 2010
- Institut culturel italien de Tokyo, Japan, 21 juin - 3 juillet 2010
- Pavillon allemand, Biennale de Venise, Italie, 25 août - 21 novembre 2010
- Acadia, School of the Art Institute Chicago (Institut des Arts de Chicago), États-Unis, 25 septembre - 9 janvier 2010

2009
- Seoul Design Olympiad 2009, Séoul, Corée, 9–29 octobre 2009

2008
- Fifteen Roman Architects (15 architectes romains), New Challenges for the City of Tomorrow, come se Gallery, Rome, Italie, 14-30 mars 2008
- Le Città del Futuro (la cité du futur), Parco della Musica, Rome, Italie, 1er mars 2008

2007
- 2057, l’espace des 50 prochaines années, Cité de l’Espace, Toulouse, France, 27 novembre - 4 février 2008
- Istanbul Design Week, Istanbul, Turquie, 4-10 septembre 2007
- Air de Paris, Centre Pompidou, Paris, France, 25 avril - 15 août 2007

2006
- FuturoTextiles, Tri Postal, Lille, France, 14 novembre - 14 janvier 2007
- Voyage d'aventure spatial, Musée régional des techniques et du travail (Technoseum), Mannheim, Allemagne, 28 septembre - 9 avril 2007
- Leonardo: Man, Inventor, Genius, Modern-day Leonardos (Leonardo: Homme, inventeur, génie, Leonardo moderne), musée des sciences et de l'industrie, Chicago, États-Unis, 14 juin - 4 septembre 2006

2005
- Safe: Design Takes on Risk, The Museum of Modern Art, New York, États-Unis, 16 novembre - 2 janvier 2006